# كريم دولتي (ملاثاني)
کریم دولتی (بالفارسية: کریمدولتی) هي منطقة سكنية تقع في إيران في قسم ملاثاني الريفي. يقدر عدد سكانها بـ 40 نسمة.